# Élections départementales de 2021 dans la Loire
Les élections départementales dans la Loire ont lieu les 20 et 27 juin 2021.

## Contexte départemental

### Assemblée départementale sortante
Avant les élections, le conseil départemental de la Loire est présidé par Georges Ziegler (LR).
Il comprend 42 conseillers départementaux issus des 21 cantons de la Loire.
| Président du conseil départemental   |       |       |      |                                  |
| Georges Ziegler (LR)                 |       |       |      |                                  |
| Parti                                | Sigle | Sigle | Élus | Groupes                          |
| Majorité (28 sièges)                 |       |       |      |                                  |
| Divers droite                        |       | DVD   | 18   | Union pour la Loire              |
| Les Républicains                     |       | LR    | 9    |                                  |
| Union des démocrates et indépendants |       | UDI   | 1    |                                  |
| Opposition (14 sièges)               |       |       |      |                                  |
| Parti socialiste                     |       | PS    | 5    | Loire solidaire                  |
| Génération.s                         |       | G.s   | 1    | Loire solidaire                  |
| Europe Écologie Les Verts            |       | EELV  | 1    | Loire solidaire                  |
| Parti communiste français            |       | PCF   | 1    | Loire solidaire                  |
| Parti socialiste                     |       | PS    | 1    | Gauche républicaine et citoyenne |
| La France insoumise                  |       | LFI   | 1    | Gauche républicaine et citoyenne |
| Divers gauche                        |       | DVG   | 1    | Gauche républicaine et citoyenne |
| Divers gauche                        |       | DVG   | 2    | Non-inscrits                     |
| La République en marche              |       | LREM  | 1    | Non-inscrits                     |

## Système électoral
Les élections ont lieu au scrutin majoritaire binominal à deux tours. Le système est paritaire : les candidatures sont présentées sous la forme d'un binôme composé d'une femme et d'un homme avec leurs suppléants (une femme et un homme également).
Pour être élu au premier tour, un binôme doit obtenir la majorité absolue des suffrages exprimés et un nombre de suffrages au moins égal à 25 % des électeurs inscrits. Si aucun binôme n'est élu au premier tour, seuls peuvent se présenter au second tour les binômes qui ont obtenu un nombre de suffrages au moins égal à 12,5 % des électeurs inscrits, sans possibilité pour les binômes de fusionner. Est élu au second tour le binôme qui obtient le plus grand nombre de voix.

## Résultats à l'échelle du département

### Résultats par nuances du ministère de l'Intérieur
Les nuances utilisées par le ministère de l'Intérieur ne tiennent pas compte des alliances locales.
| Binômes                  | Binômes                             | Binômes                  | Premier tour | Premier tour | Premier tour | Second tour | Second tour   | Second tour | Total | +/-           |  |
| Binômes                  | Binômes                             | Binômes                  | Voix         | %            | Sièges       | Voix        | %             | Sièges      | Total | +/-           |  |
| ------------------------ | ----------------------------------- | ------------------------ | ------------ | ------------ | ------------ | ----------- | ------------- | ----------- | ----- | ------------- |  |
|                          | Divers droite                       | DVD                      | 34 303       | 24,52        | 0            | 49 181      | 33,54         | 20          | 20    | en stagnation |  |
|                          | Rassemblement national              | RN                       | 25 693       | 17,62        | 0            | 5 430       | 3,70          | 0           | 0     | en stagnation |  |
|                          | Union à droite                      | UD                       | 15 367       | 10,54        | 0            | 20 819      | 14,20         | 8           | 8     | 2             |  |
|                          | Union à gauche                      | UG                       | 14 780       | 10,13        | 0            | 11 936      | 8,14          | 0           | 0     | 4             |  |
|                          | Les Républicains                    | LR                       | 9 065        | 6,22         | 0            | 12 514      | 8,53          | 6           | 6     | 4             |  |
|                          | Union à gauche avec des écologistes | UGE                      | 9 877        | 6,77         | 0            | 9 646       | 6,58          | 2           | 2     | Nv.           |  |
|                          | Parti socialiste                    | SOC                      | 7 572        | 5,19         | 0            | 9 275       | 6,32          | 4           | 4     | 2             |  |
|                          | Divers gauche                       | DVG                      | 6 199        | 4,25         | 0            | 5 714       | 3,90          | 0           | 0     | 2             |  |
|                          | Union au centre et à droite         | UCD                      | 5 152        | 3,53         | 0            | 6 447       | 4,40          | 0           | 0     | Nv.           |  |
|                          | La République en marche             | REM                      | 3 883        | 2,66         | 0            | 3 771       | 2,57          | 0           | 0     | Nv.           |  |
|                          | Divers centre                       | DVC                      | 3 127        | 2,14         | 0            | 5 079       | 3,46          | 2           | 2     | Nv.           |  |
|                          | Divers                              | DIV                      | 2 912        | 2,00         | 0            | 4 043       | 2,76          | 0           | 0     | en stagnation |  |
|                          | Parti communiste français           | COM                      | 1 605        | 1,10         | 0            | 2 791       | 1,90          | 0           | 0     | en stagnation |  |
|                          | Écologiste                          | ECO                      | 4 213        | 2,89         | 0            |             |               |             | 0     | en stagnation |  |
|                          | Union au centre                     | UC                       | 1 610        | 1,10         | 0            | 0           | Nv.           |             |       |               |  |
|                          | Droite souverainiste                | DSV                      | 85           | 0,06         | 0            | 0           | Nv.           |             |       |               |  |
|                          | Extrême gauche                      | EXG                      | 401          | 0,27         | 0            | 0           | en stagnation |             |       |               |  |
|                          |                                     |                          |              |              |              |             |               |             |       |               |  |
| Suffrages exprimés       | Suffrages exprimés                  | Suffrages exprimés       | 145 844      | 96,19        |              | 146 646     | 92,77         |             |       |               |  |
| Votes blancs             | Votes blancs                        | Votes blancs             | 3 905        | 2,58         | 8 164        | 5,16        |               |             |       |               |  |
| Votes nuls               | Votes nuls                          | Votes nuls               | 1 867        | 1,23         | 3 272        | 2,07        |               |             |       |               |  |
| Total                    | Total                               | Total                    | 151 616      | 100          | 0            | 158 082     | 100           | 42          | 42    | en stagnation |  |
| Abstentions              | Abstentions                         | Abstentions              | 352 933      | 69,95        |              | 346 763     | 68,69         |             |       |               |  |
| Inscrits / participation | Inscrits / participation            | Inscrits / participation | 504 549      | 30,05        | 504 845      | 31,31       |               |             |       |               |  |

### Assemblée départementale élue
| Président du conseil départemental   |       |       |      |                     |
| Georges Ziegler (LR)                 |       |       |      |                     |
| Parti                                | Sigle | Sigle | Élus | Groupes             |
| Majorité (36 sièges)                 |       |       |      |                     |
| Divers droite                        |       | DVD   | 22   | Union pour la Loire |
| Les Républicains                     |       | LR    | 12   | Union pour la Loire |
| Union des démocrates et indépendants |       | UDI   | 1    | Union pour la Loire |
| Divers gauche                        |       | DVG   | 1    | Non-inscrite        |
| Opposition (6 sièges)                |       |       |      |                     |
| Parti socialiste                     |       | PS    | 4    | Loire solidaire     |
| Génération.s                         |       | G.s   | 1    | Loire solidaire     |
| Europe Écologie Les Verts            |       | EÉLV  | 1    | Loire solidaire     |

### Élus par canton
| Canton              | Conseiller Sortant         | Parti | Parti | Conseiller Elu           | Parti | Parti |
| ------------------- | -------------------------- | ----- | ----- | ------------------------ | ----- | ----- |
| Andrézieux-Bouthéon | Sylvain Dardoullier        |       | DVD   | Sylvain Dardoullier      |       | DVD   |
| Andrézieux-Bouthéon | Michèle Maras              |       | LR    | Nicole Bruel             |       | DVD   |
| Boën-sur-Lignon     | Chantal Brosse             |       | DVD   | Chantal Brosse           |       | DVD   |
| Boën-sur-Lignon     | Pierre-Jean Rochette       |       | DVD   | Pierre-Jean Rochette     |       | DVD   |
| Charlieu            | Jérémie Lacroix            |       | DVD   | Jérémie Lacroix          |       | DVD   |
| Charlieu            | Clotilde Robin             |       | LR    | Clotilde Robin           |       | LR    |
| Le Coteau           | Véronique Chaverot         |       | LR    | Véronique Chaverot       |       | LR    |
| Le Coteau           | Daniel Frechet             |       | LR    | Daniel Frechet           |       | LR    |
| Feurs               | Marianne Darfeuille        |       | DVD   | Marianne Darfeuille      |       | DVD   |
| Feurs               | Pierre Véricel             |       | LR    | Pierre Véricel           |       | LR    |
| Firminy             | Nathalie Desa-Ferriol      |       | PCF   | Danielle Cinieri         |       | LR    |
| Firminy             | Marc Petit                 |       | DVG   | Julien Luya              |       | LR    |
| Montbrison          | Jean-Yves Bonnefoy         |       | DVD   | Jean-Yves Bonnefoy       |       | DVD   |
| Montbrison          | Annick Brunel              |       | DVD   | Annick Brunel            |       | DVD   |
| Le Pilat            | Georges Bonnard            |       | DVD   | Jean-François Chorain    |       | DVD   |
| Le Pilat            | Valérie Peysselon          |       | DVD   | Valérie Peysselon        |       | DVD   |
| Renaison            | Violette Auberger          |       | LFI   | Huguette Burelier        |       | DVD   |
| Renaison            | Jean Bertholin             |       | DVG   | Antoine Vermorel-Marques |       | LR    |
| Rive-de-Gier        | Jean-Claude Charvin        |       | LR    | Bernard Laget            |       | DVD   |
| Rive-de-Gier        | Séverine Reynaud           |       | DVD   | Séverine Reynaud         |       | DVD   |
| Roanne-1            | Brigitte Dumoulin          |       | PS    | Brigitte Dumoulin        |       | PS    |
| Roanne-1            | Jean-Jacques Ladet         |       | PS    | Jean-Jacques Ladet       |       | PS    |
| Roanne-2            | Éric Michaud               |       | PS    | Lucien Murzi             |       | LR    |
| Roanne-2            | Pascale Vialle-Dutel       |       | PS    | Farida Ayadene           |       | DVD   |
| Saint-Chamond       | Solange Berliet            |       | DVD   | Stéphanie Calaciura      |       | DVD   |
| Saint-Chamond       | Hervé Reynaud              |       | LR    | Hervé Reynaud            |       | LR    |
| Saint-Étienne-1     | Fabienne Perrin            |       | LR    | Fabienne Perrin          |       | LR    |
| Saint-Étienne-1     | Georges Ziegler            |       | LR    | Georges Ziegler          |       | LR    |
| Saint-Étienne-2     | Jean-François Barnier      |       | UDI   | Jean-François Barnier    |       | UDI   |
| Saint-Étienne-2     | Alexandra Ribeiro-Custodio |       | LR    | Pascale Lacour           |       | DVD   |
| Saint-Étienne-3     | Arlette Bernard            |       | PS    | Arlette Bernard          |       | PS    |
| Saint-Étienne-3     | Pierrick Courbon           |       | PS    | Pierrick Courbon         |       | PS    |
| Saint-Étienne-4     | Paul Celle                 |       | DVD   | Jordan Da Silva          |       | DVD   |
| Saint-Étienne-4     | Christiane Jodar           |       | DVD   | Marie-Jo Perez           |       | DVD   |
| Saint-Étienne-5     | Régis Juanico              |       | G.s   | Régis Juanico            |       | G.s   |
| Saint-Étienne-5     | Marie-Michelle Vialleton   |       | EÉLV  | Marie-Michelle Vialleton |       | EÉLV  |
| Saint-Étienne-6     | Joseph Ferrara             |       | LREM  | Paul Corrieras           |       | DVD   |
| Saint-Étienne-6     | Nadia Semache              |       | DVG   | Nadia Semache            |       | DVG   |
| Saint-Just-Rambert  | Colette Ferrand            |       | DVD   | Sylvie Bonnet            |       | LR    |
| Saint-Just-Rambert  | Alain Laurendon            |       | LR    | Eric Lardon              |       | LR    |
| Sorbiers            | Corinne Besson-Fayolle     |       | DVD   | Corinne Besson-Fayolle   |       | DVD   |
| Sorbiers            | Yves Partrat               |       | LR    | Yves Partrat             |       | LR    |

## Résultats par canton
Les binômes sont présentés par ordre décroissant des résultats au premier tour. En cas de victoire au second tour du binôme arrivé en deuxième place au premier, ses résultats sont indiqués en gras.

### Canton d'Andrézieux-Bouthéon
| Candidats                | Candidats                | Partis                   | Nuance                   | Premier tour | Premier tour | Second tour | Second tour |
| Candidats                | Candidats                | Partis                   | Nuance                   | Voix         | %            | Voix        | %           |
| ------------------------ | ------------------------ | ------------------------ | ------------------------ | ------------ | ------------ | ----------- | ----------- |
|                          | Sylvie Champenois        | LREM                     | REM                      | 2 687        | 30,27        | 3 771       | 43,48       |
|                          | Jean-Paul Tissot         | LREM                     | REM                      | 2 687        | 30,27        | 3 771       | 43,48       |
|                          | Nicole Bruel             | DVD                      | DVD                      | 2 675        | 30,14        | 4 901       | 56,52       |
|                          | Sylvain Dardoulier       | DVD                      | DVD                      | 2 675        | 30,14        | 4 901       | 56,52       |
|                          | Agnès Chouvellon         | RN                       | RN                       | 2 067        | 23,29        |             |             |
|                          | Antony Simon             | RN                       | RN                       | 2 067        | 23,29        |             |             |
|                          | Véronique Fouchécourt    | DVG                      | UG                       | 1 447        | 16,30        |             |             |
|                          | Alexandre Charroin       | DVG                      | UG                       | 1 447        | 16,30        |             |             |
|                          |                          |                          |                          |              |              |             |             |
| Suffrages exprimés       | Suffrages exprimés       | Suffrages exprimés       | Suffrages exprimés       | 8 876        | 96,45        | 8 672       | 90,87       |
| Votes blancs             | Votes blancs             | Votes blancs             | Votes blancs             | 225          | 2,44         | 649         | 6,80        |
| Votes nuls               | Votes nuls               | Votes nuls               | Votes nuls               | 102          | 1,11         | 222         | 90,87       |
| Total                    | Total                    | Total                    | Total                    | 9 203        | 100          | 649         | 100         |
| Abstention               | Abstention               | Abstention               | Abstention               | 23 059       | 71,47        | 22 724      | 70,42       |
| Inscrits / participation | Inscrits / participation | Inscrits / participation | Inscrits / participation | 32 262       | 28,53        | 32 267      | 29,58       |

### Canton de Boën-sur-Lignon
| Candidats                | Candidats                | Partis                   | Nuance                   | Premier tour | Premier tour | Second tour | Second tour |
| Candidats                | Candidats                | Partis                   | Nuance                   | Voix         | %            | Voix        | %           |
| ------------------------ | ------------------------ | ------------------------ | ------------------------ | ------------ | ------------ | ----------- | ----------- |
|                          | Chantal Brosse           | DVD                      | UD                       | 4 365        | 53,95        | 5 422       | 66,21       |
|                          | Pierre-Jean Rochette     | DVD                      | UD                       | 4 365        | 53,95        | 5 422       | 66,21       |
|                          | Linda Mollon-Lapendry    | DVG                      | DVG                      | 2 119        | 26,19        | 2 767       | 33,79       |
|                          | Étienne Roche            | DVG                      | DVG                      | 2 119        | 26,19        | 2 767       | 33,79       |
|                          | Laëtitia Hafizou         | RN                       | RN                       | 1 206        | 14,91        |             |             |
|                          | Christophe Presse        | RN                       | RN                       | 1 206        | 14,91        |             |             |
|                          | Jacqueline Marcuccilli   | POID                     | EXG                      | 401          | 4,96         |             |             |
|                          | Bernard Sirot            | POID                     | EXG                      | 401          | 4,96         |             |             |
|                          |                          |                          |                          |              |              |             |             |
| Suffrages exprimés       | Suffrages exprimés       | Suffrages exprimés       | Suffrages exprimés       | 8 091        | 96,20        | 8 189       | 94,20       |
| Votes blancs             | Votes blancs             | Votes blancs             | Votes blancs             | 213          | 2,53         | 333         | 3,83        |
| Votes nuls               | Votes nuls               | Votes nuls               | Votes nuls               | 107          | 1,27         | 171         | 1,97        |
| Total                    | Total                    | Total                    | Total                    | 8 411        | 100          | 8 693       | 100         |
| Abstention               | Abstention               | Abstention               | Abstention               | 14 790       | 63,75        | 14 515      | 62,54       |
| Inscrits / participation | Inscrits / participation | Inscrits / participation | Inscrits / participation | 23 201       | 36,25        | 23 208      | 37,46       |

### Canton de Charlieu
| Candidats                | Candidats                | Partis                   | Nuance                   | Premier tour | Premier tour | Second tour | Second tour |
| Candidats                | Candidats                | Partis                   | Nuance                   | Voix         | %            | Voix        | %           |
| ------------------------ | ------------------------ | ------------------------ | ------------------------ | ------------ | ------------ | ----------- | ----------- |
|                          | Jérémie Lacroix          | DVD                      | UD                       | 4 208        | 60,17        | 5 279       | 77,14       |
|                          | Clotilde Robin           | LR                       | UD                       | 4 208        | 60,17        | 5 279       | 77,14       |
|                          | Corinne Déal             | PCF                      | UG                       | 1 470        | 21,02        | 1 564       | 22,86       |
|                          | Alain Valentin           | LFI                      | UG                       | 1 470        | 21,02        | 1 564       | 22,86       |
|                          | Alain Commoy             | RN                       | RN                       | 1 315        | 18,80        |             |             |
|                          | Brigitte Peycelon        | RN                       | RN                       | 1 315        | 18,80        |             |             |
|                          |                          |                          |                          |              |              |             |             |
| Suffrages exprimés       | Suffrages exprimés       | Suffrages exprimés       | Suffrages exprimés       | 6 993        | 95,87        | 6 843       | 93,78       |
| Votes blancs             | Votes blancs             | Votes blancs             | Votes blancs             | 200          | 2,74         | 310         | 4,25        |
| Votes nuls               | Votes nuls               | Votes nuls               | Votes nuls               | 101          | 1,38         | 144         | 1,97        |
| Total                    | Total                    | Total                    | Total                    | 7 294        | 100          | 7 297       | 100         |
| Abstention               | Abstention               | Abstention               | Abstention               | 14 514       | 66,55        | 14 512      | 66,54       |
| Inscrits / participation | Inscrits / participation | Inscrits / participation | Inscrits / participation | 21 808       | 33,45        | 21 809      | 33,46       |

### Canton du Coteau
| Candidats                | Candidats                | Partis                   | Nuance                   | Premier tour | Premier tour | Second tour | Second tour |
| Candidats                | Candidats                | Partis                   | Nuance                   | Voix         | %            | Voix        | %           |
| ------------------------ | ------------------------ | ------------------------ | ------------------------ | ------------ | ------------ | ----------- | ----------- |
|                          | Véronique Chaverot       | LR                       | DVD                      | 4 353        | 58,20        | 5 411       | 73,32       |
|                          | Daniel Frechet           | LR                       | DVD                      | 4 353        | 58,20        | 5 411       | 73,32       |
|                          | Luc Dotto                | PS                       | UGE                      | 1 768        | 23,64        | 1 969       | 26,68       |
|                          | Hélène Leylavergne       | EÉLV                     | UGE                      | 1 768        | 23,64        | 1 969       | 26,68       |
|                          | Nadine Simon             | RN                       | RN                       | 1 358        | 18,16        |             |             |
|                          | Claude Maurice           | RN                       | RN                       | 1 358        | 18,16        |             |             |
|                          |                          |                          |                          |              |              |             |             |
| Suffrages exprimés       | Suffrages exprimés       | Suffrages exprimés       | Suffrages exprimés       | 7 479        | 95,76        | 7 380       | 93,47       |
| Votes blancs             | Votes blancs             | Votes blancs             | Votes blancs             | 199          | 2,55         | 330         | 4,18        |
| Votes nuls               | Votes nuls               | Votes nuls               | Votes nuls               | 132          | 1,69         | 186         | 2,36        |
| Total                    | Total                    | Total                    | Total                    | 7 810        | 100          | 7 896       | 100         |
| Abstention               | Abstention               | Abstention               | Abstention               | 16 157       | 67,41        | 16 077      | 67,06       |
| Inscrits / participation | Inscrits / participation | Inscrits / participation | Inscrits / participation | 23 967       | 32,59        | 23 973      | 32,94       |

### Canton de Feurs
| Candidats                | Candidats                | Partis                   | Nuance                   | Premier tour | Premier tour | Second tour | Second tour |
| Candidats                | Candidats                | Partis                   | Nuance                   | Voix         | %            | Voix        | %           |
| ------------------------ | ------------------------ | ------------------------ | ------------------------ | ------------ | ------------ | ----------- | ----------- |
|                          | Marianne Darfeuille      | DVD                      | DVD                      | 5 118        | 58,36        | 6 310       | 72,85       |
|                          | Pierre Vericel           | LR                       | DVD                      | 5 118        | 58,36        | 6 310       | 72,85       |
|                          | Pierre Bruneau           | PS                       | SOC                      | 2 049        | 23,36        | 2 352       | 27,15       |
|                          | Jacqueline Lablanche     | PS                       | SOC                      | 2 049        | 23,36        | 2 352       | 27,15       |
|                          | Claudine Jehanne         | RN                       | RN                       | 1 603        | 18,28        |             |             |
|                          | Yann Rozon               | RN                       | RN                       | 1 603        | 18,28        |             |             |
|                          |                          |                          |                          |              |              |             |             |
| Suffrages exprimés       | Suffrages exprimés       | Suffrages exprimés       | Suffrages exprimés       | 8 770        | 95,79        | 8 662       | 94,26       |
| Votes blancs             | Votes blancs             | Votes blancs             | Votes blancs             | 255          | 2,79         | 318         | 3,46        |
| Votes nuls               | Votes nuls               | Votes nuls               | Votes nuls               | 130          | 1,42         | 209         | 2,27        |
| Total                    | Total                    | Total                    | Total                    | 9 155        | 100          | 9 189       | 100         |
| Abstention               | Abstention               | Abstention               | Abstention               | 19 016       | 67,50        | 18 992      | 67,39       |
| Inscrits / participation | Inscrits / participation | Inscrits / participation | Inscrits / participation | 28 171       | 32,50        | 28 181      | 32,61       |

### Canton de Firminy
| Candidats                | Candidats                | Partis                   | Nuance                   | Premier tour | Premier tour | Second tour | Second tour |
| Candidats                | Candidats                | Partis                   | Nuance                   | Voix         | %            | Voix        | %           |
| ------------------------ | ------------------------ | ------------------------ | ------------------------ | ------------ | ------------ | ----------- | ----------- |
|                          | Danielle Cinieri         | LR                       | LR                       | 1 927        | 33,10        | 3 096       | 52,59       |
|                          | Julien Luya              | LR                       | LR                       | 1 927        | 33,10        | 3 096       | 52,59       |
|                          | Christophe Faverjon      | PCF                      | COM                      | 1 605        | 27,57        | 2 791       | 47,41       |
|                          | Anne-Sophie Putot        | PCF                      | COM                      | 1 605        | 27,57        | 2 791       | 47,41       |
|                          | Stéphanie Gourgaud       | DVG                      | DVG                      | 1 239        | 21,28        |             |             |
|                          | Marc Petit               | DVG                      | DVG                      | 1 239        | 21,28        |             |             |
|                          | Joëlle Beraud            | RN                       | RN                       | 966          | 16,59        |             |             |
|                          | Alain Boutte             | RN                       | RN                       | 966          | 16,59        |             |             |
|                          | Jean-Paul Valour         | LP                       | DSV                      | 85           | 1,46         |             |             |
|                          | Esther Zedi              | LP                       | DSV                      | 85           | 1,46         |             |             |
|                          |                          |                          |                          |              |              |             |             |
| Suffrages exprimés       | Suffrages exprimés       | Suffrages exprimés       | Suffrages exprimés       | 5 822        | 96,42        | 5 887       | 91,96       |
| Votes blancs             | Votes blancs             | Votes blancs             | Votes blancs             | 141          | 2,34         | 319         | 4,98        |
| Votes nuls               | Votes nuls               | Votes nuls               | Votes nuls               | 75           | 1,24         | 196         | 3,06        |
| Total                    | Total                    | Total                    | Total                    | 6 038        | 100          | 6 402       | 100         |
| Abstention               | Abstention               | Abstention               | Abstention               | 14 602       | 70,75        | 14 248      | 69,00       |
| Inscrits / participation | Inscrits / participation | Inscrits / participation | Inscrits / participation | 20 640       | 29,25        | 20 650      | 31,00       |

### Canton de Montbrison
| Candidats                | Candidats                | Partis                   | Nuance                   | Premier tour | Premier tour | Second tour | Second tour |
| Candidats                | Candidats                | Partis                   | Nuance                   | Voix         | %            | Voix        | %           |
| ------------------------ | ------------------------ | ------------------------ | ------------------------ | ------------ | ------------ | ----------- | ----------- |
|                          | Jean-Yves Bonnefoy       | DVD                      | DVD                      | 4 427        | 45,29        | 6 307       | 68,25       |
|                          | Annick Brunel            | DVD                      | DVD                      | 4 427        | 45,29        | 6 307       | 68,25       |
|                          | Julien Borowczyk         | LREM                     | UCD                      | 1 971        | 20,16        | 2 934       | 31,75       |
|                          | Carine Grandey           | LREM                     | UCD                      | 1 971        | 20,16        | 2 934       | 31,75       |
|                          | Marjorie Combe           | PCF                      | UGE                      | 1 886        | 19,09        |             |             |
|                          | Gilbert David            | EÉLV                     | UGE                      | 1 886        | 19,09        |             |             |
|                          | Grégoire Granger         | RN                       | RN                       | 1 511        | 15,46        |             |             |
|                          | Christelle Heurtier      | RN                       | RN                       | 1 511        | 15,46        |             |             |
|                          |                          |                          |                          |              |              |             |             |
| Suffrages exprimés       | Suffrages exprimés       | Suffrages exprimés       | Suffrages exprimés       | 9 775        | 96,91        | 9 241       | 88,81       |
| Votes blancs             | Votes blancs             | Votes blancs             | Votes blancs             | 221          | 2,19         | 869         | 8,35        |
| Votes nuls               | Votes nuls               | Votes nuls               | Votes nuls               | 91           | 0,90         | 295         | 2,84        |
| Total                    | Total                    | Total                    | Total                    | 10 087       | 100          | 10 405      | 100         |
| Abstention               | Abstention               | Abstention               | Abstention               | 20 268       | 66,77        | 19 946      | 65,72       |
| Inscrits / participation | Inscrits / participation | Inscrits / participation | Inscrits / participation | 30 355       | 33,23        | 30 351      | 34,28       |

### Canton du Pilat
| Candidats                | Candidats                | Partis                   | Nuance                   | Premier tour | Premier tour | Second tour | Second tour |
| Candidats                | Candidats                | Partis                   | Nuance                   | Voix         | %            | Voix        | %           |
| ------------------------ | ------------------------ | ------------------------ | ------------------------ | ------------ | ------------ | ----------- | ----------- |
|                          | Jean-François Chorain    | DVD                      | DVD                      | 3 143        | 32,95        | 5 426       | 57,30       |
|                          | Valérie Peysselon        | DVD                      | DVD                      | 3 143        | 32,95        | 5 426       | 57,30       |
|                          | Robert Corvaisier        | DVG                      | DIV                      | 2 912        | 30,52        | 4 043       | 42,70       |
|                          | Marie Velly              | LFI                      | DIV                      | 2 912        | 30,52        | 4 043       | 42,70       |
|                          | Tim Bouzon               | RN                       | RN                       | 1 875        | 19,65        |             |             |
|                          | Noémie Hoareau           | RN                       | RN                       | 1 875        | 19,65        |             |             |
|                          | Anne-Marie Borgeais      | LREM                     | UC                       | 1 610        | 16,88        |             |             |
|                          | Cédric Loubet            | LREM                     | UC                       | 1 610        | 16,88        |             |             |
|                          |                          |                          |                          |              |              |             |             |
| Suffrages exprimés       | Suffrages exprimés       | Suffrages exprimés       | Suffrages exprimés       | 9 540        | 95,76        | 9 469       | 93,28       |
| Votes blancs             | Votes blancs             | Votes blancs             | Votes blancs             | 288          | 2,89         | 499         | 4,92        |
| Votes nuls               | Votes nuls               | Votes nuls               | Votes nuls               | 134          | 1,35         | 183         | 1,80        |
| Total                    | Total                    | Total                    | Total                    | 9 962        | 100          | 10 151      | 100         |
| Abstention               | Abstention               | Abstention               | Abstention               | 17 317       | 63,48        | 17 132      | 62,79       |
| Inscrits / participation | Inscrits / participation | Inscrits / participation | Inscrits / participation | 27 279       | 36,52        | 27 283      | 37,21       |

### Canton de Renaison
| Candidats                | Candidats                | Partis                   | Nuance                   | Premier tour | Premier tour | Second tour | Second tour |
| Candidats                | Candidats                | Partis                   | Nuance                   | Voix         | %            | Voix        | %           |
| ------------------------ | ------------------------ | ------------------------ | ------------------------ | ------------ | ------------ | ----------- | ----------- |
|                          | Huguette Burelier        | DVD                      | DVD                      | 3 909        | 49,26        | 5 034       | 63,07       |
|                          | Antoine Vermorel-Marques | LR                       | DVD                      | 3 909        | 49,26        | 5 034       | 63,07       |
|                          | Christine Araneo         | DVG                      | DVG                      | 2 679        | 33,76        | 2 947       | 36,93       |
|                          | Michel Savatier          | PS                       | DVG                      | 2 679        | 33,76        | 2 947       | 36,93       |
|                          | Jocelyne D'Elia          | RN                       | RN                       | 1 348        | 16,99        |             |             |
|                          | Michel Lucas             | RN                       | RN                       | 1 348        | 16,99        |             |             |
|                          |                          |                          |                          |              |              |             |             |
| Suffrages exprimés       | Suffrages exprimés       | Suffrages exprimés       | Suffrages exprimés       | 7 936        | 95,09        | 7 981       | 93,19       |
| Votes blancs             | Votes blancs             | Votes blancs             | Votes blancs             | 272          | 3,26         | 401         | 4,68        |
| Votes nuls               | Votes nuls               | Votes nuls               | Votes nuls               | 138          | 1,65         | 182         | 2,13        |
| Total                    | Total                    | Total                    | Total                    | 8 346        | 100          | 8 564       | 100         |
| Abstention               | Abstention               | Abstention               | Abstention               | 14 951       | 64,18        | 14 739      | 63,25       |
| Inscrits / participation | Inscrits / participation | Inscrits / participation | Inscrits / participation | 23 297       | 35,82        | 23 303      | 36,75       |

### Canton de Rive-de-Gier
| Candidats                | Candidats                | Partis                   | Nuance                   | Premier tour | Premier tour | Second tour | Second tour |
| Candidats                | Candidats                | Partis                   | Nuance                   | Voix         | %            | Voix        | %           |
| ------------------------ | ------------------------ | ------------------------ | ------------------------ | ------------ | ------------ | ----------- | ----------- |
|                          | Bernard Laget            | DVD                      | DVD                      | 1 606        | 22,34        | 4 863       | 71,05       |
|                          | Séverine Reynaud         | DVD                      | DVD                      | 1 606        | 22,34        | 4 863       | 71,05       |
|                          | Jean-Luc Fougerand       | RN                       | RN                       | 1 595        | 22,18        | 1 981       | 28,95       |
|                          | Marie Simon              | RN                       | RN                       | 1 595        | 22,18        | 1 981       | 28,95       |
|                          | Jean-Alain Barrier       | PCF                      | UG                       | 1 592        | 22,14        |             |             |
|                          | Marlène Estevez          | PCF                      | UG                       | 1 592        | 22,14        |             |             |
|                          | Denis Barriol            | DVD                      | DVD                      | 1 407        | 19,57        |             |             |
|                          | Corinne Dotto            | DVD                      | DVD                      | 1 407        | 19,57        |             |             |
|                          | Sylvie Bocchini          | EÉLV                     | ECO                      | 990          | 13,77        |             |             |
|                          | Jacques Minnaert         | EÉLV                     | ECO                      | 990          | 13,77        |             |             |
|                          |                          |                          |                          |              |              |             |             |
| Suffrages exprimés       | Suffrages exprimés       | Suffrages exprimés       | Suffrages exprimés       | 7 190        | 97,62        | 6 844       | 89,85       |
| Votes blancs             | Votes blancs             | Votes blancs             | Votes blancs             | 117          | 1,59         | 559         | 7,34        |
| Votes nuls               | Votes nuls               | Votes nuls               | Votes nuls               | 58           | 0,79         | 214         | 2,81        |
| Total                    | Total                    | Total                    | Total                    | 7 365        | 100          | 7 617       | 100         |
| Abstention               | Abstention               | Abstention               | Abstention               | 20 460       | 73,53        | 20 315      | 72,73       |
| Inscrits / participation | Inscrits / participation | Inscrits / participation | Inscrits / participation | 27 825       | 26,47        | 27 932      | 27,27       |

### Canton de Roanne-1
| Candidats                | Candidats                    | Partis                   | Nuance                   | Premier tour | Premier tour | Second tour | Second tour |
| Candidats                | Candidats                    | Partis                   | Nuance                   | Voix         | %            | Voix        | %           |
| ------------------------ | ---------------------------- | ------------------------ | ------------------------ | ------------ | ------------ | ----------- | ----------- |
|                          | Brigitte Dumoulin            | PS                       | SOC                      | 1 577        | 33,06        | 2 550       | 50,17       |
|                          | Jean-Jacques Ladet           | PS                       | SOC                      | 1 577        | 33,06        | 2 550       | 50,17       |
|                          | Daniel Perez                 | LR                       | UD                       | 1 489        | 31,22        | 2 533       | 49,83       |
|                          | Jade Petit                   | LR                       | UD                       | 1 489        | 31,22        | 2 533       | 49,83       |
|                          | Liliane Benigaud             | RN                       | RN                       | 842          | 17,65        |             |             |
|                          | Jean-Paul D'Elia             | RN                       | RN                       | 842          | 17,65        |             |             |
|                          | Laurianne Aanselmini-Delorme | EÉLV                     | ECO                      | 504          | 10,57        |             |             |
|                          | Bernard Gerbot               | EÉLV                     | ECO                      | 504          | 10,57        |             |             |
|                          | Mame Thiaba Diallo           | LREM                     | REM                      | 358          | 7,51         |             |             |
|                          | Etienne Mercier              | LREM                     | REM                      | 358          | 7,51         |             |             |
|                          |                              |                          |                          |              |              |             |             |
| Suffrages exprimés       | Suffrages exprimés           | Suffrages exprimés       | Suffrages exprimés       | 4 770        | 96,50        | 5 083       | 93,59       |
| Votes blancs             | Votes blancs                 | Votes blancs             | Votes blancs             | 86           | 1,74         | 213         | 3,92        |
| Votes nuls               | Votes nuls                   | Votes nuls               | Votes nuls               | 87           | 1,76         | 135         | 2,49        |
| Total                    | Total                        | Total                    | Total                    | 4 943        | 100          | 5 431       | 100         |
| Abstention               | Abstention                   | Abstention               | Abstention               | 12 219       | 71,20        | 11 733      | 68,36       |
| Inscrits / participation | Inscrits / participation     | Inscrits / participation | Inscrits / participation | 17 162       | 28,80        | 17 164      | 31,64       |

### Canton de Roanne-2
| Candidats                | Candidats                | Partis                   | Nuance                   | Premier tour | Premier tour | Second tour | Second tour |
| Candidats                | Candidats                | Partis                   | Nuance                   | Voix         | %            | Voix        | %           |
| ------------------------ | ------------------------ | ------------------------ | ------------------------ | ------------ | ------------ | ----------- | ----------- |
|                          | Eric Michaud             | PS                       | UG                       | 2 077        | 36,07        | 3 109       | 49,36       |
|                          | Pascale Vialle Dutel     | PS                       | UG                       | 2 077        | 36,07        | 3 109       | 49,36       |
|                          | Farida Ayadene           | DVD                      | DVD                      | 1 843        | 32,01        | 3 189       | 50,64       |
|                          | Lucien Murzi             | LR                       | DVD                      | 1 843        | 32,01        | 3 189       | 50,64       |
|                          | Raymond Moncorger        | RN                       | RN                       | 1 039        | 18,04        |             |             |
|                          | Kelly Virot              | RN                       | RN                       | 1 039        | 18,04        |             |             |
|                          | Dominique Bouineau       | EÉLV                     | ECO                      | 799          | 13,88        |             |             |
|                          | Raphaël Plasse           | EÉLV                     | ECO                      | 799          | 13,88        |             |             |
|                          |                          |                          |                          |              |              |             |             |
| Suffrages exprimés       | Suffrages exprimés       | Suffrages exprimés       | Suffrages exprimés       | 5 758        | 96,38        | 6 298       | 93,64       |
| Votes blancs             | Votes blancs             | Votes blancs             | Votes blancs             | 131          | 2,19         | 274         | 4,07        |
| Votes nuls               | Votes nuls               | Votes nuls               | Votes nuls               | 85           | 1,42         | 154         | 2,29        |
| Total                    | Total                    | Total                    | Total                    | 5 974        | 100          | 6 726       | 100         |
| Abstention               | Abstention               | Abstention               | Abstention               | 13 362       | 69,10        | 12 610      | 65,22       |
| Inscrits / participation | Inscrits / participation | Inscrits / participation | Inscrits / participation | 19 336       | 30,90        | 19 336      | 34,78       |

### Canton de Saint-Chamond
| Candidats                | Candidats                 | Partis                   | Nuance                   | Premier tour | Premier tour | Second tour | Second tour |
| Candidats                | Candidats                 | Partis                   | Nuance                   | Voix         | %            | Voix        | %           |
| ------------------------ | ------------------------- | ------------------------ | ------------------------ | ------------ | ------------ | ----------- | ----------- |
|                          | Stéphanie Calaciura       | DVD                      | DVD                      | 3 182        | 53,61        | 4 538       | 77,09       |
|                          | Hervé Reynaud             | LR                       | DVD                      | 3 182        | 53,61        | 4 538       | 77,09       |
|                          | Isabelle Surply           | RN                       | RN                       | 1 259        | 21,21        | 1 349       | 22,91       |
|                          | Raphaël Baccaglioni       | RN                       | RN                       | 1 259        | 21,21        | 1 349       | 22,91       |
|                          | Jean Minnaert             | EÉLV                     | ECO                      | 774          | 13,04        |             |             |
|                          | Patricia Simonin-Chaillot | EÉLV                     | ECO                      | 774          | 13,04        |             |             |
|                          | Carmen Montet             | LFI                      | UG                       | 721          | 12,15        |             |             |
|                          | Romain Pipier             | G.s                      | UG                       | 721          | 12,15        |             |             |
|                          |                           |                          |                          |              |              |             |             |
| Suffrages exprimés       | Suffrages exprimés        | Suffrages exprimés       | Suffrages exprimés       | 5 936        | 95,43        | 5 887       | 88,59       |
| Votes blancs             | Votes blancs              | Votes blancs             | Votes blancs             | 272          | 4,37         | 745         | 11,21       |
| Votes nuls               | Votes nuls                | Votes nuls               | Votes nuls               | 12           | 0,19         | 13          | 0,20        |
| Total                    | Total                     | Total                    | Total                    | 6 220        | 100          | 6 645       | 100         |
| Abstention               | Abstention                | Abstention               | Abstention               | 20 049       | 76,32        | 19 629      | 74,71       |
| Inscrits / participation | Inscrits / participation  | Inscrits / participation | Inscrits / participation | 26 269       | 23,68        | 26 274      | 25,29       |

### Canton de Saint-Étienne-1
Le binôme PRG se retire avant le premier tour.
| Candidats                | Candidats                | Partis                   | Nuance                   | Premier tour | Premier tour | Second tour | Second tour |
| Candidats                | Candidats                | Partis                   | Nuance                   | Voix         | %            | Voix        | %           |
| ------------------------ | ------------------------ | ------------------------ | ------------------------ | ------------ | ------------ | ----------- | ----------- |
|                          | Fabienne Perrin          | LR                       | LR                       | 1 966        | 41,50        | 2 665       | 51,59       |
|                          | Georges Ziegler          | LR                       | LR                       | 1 966        | 41,50        | 2 665       | 51,59       |
|                          | Valérie Atif             | PCF                      | UGE                      | 1 933        | 40,81        | 2 501       | 48,41       |
|                          | Jérôme Masegosa          | EÉLV                     | UGE                      | 1 933        | 40,81        | 2 501       | 48,41       |
|                          | Pierre David             | LREM                     | REM                      | 838          | 17,69        |             |             |
|                          | Fabienne Durand          | LREM                     | REM                      | 838          | 17,69        |             |             |
|                          | Guillaume Chanal         | PRG                      | RDG                      | 0            | 0,00         |             |             |
|                          | Zahra Bencharif          | PRG                      | RDG                      | 0            | 0,00         |             |             |
|                          |                          |                          |                          |              |              |             |             |
| Suffrages exprimés       | Suffrages exprimés       | Suffrages exprimés       | Suffrages exprimés       | 4 737        | 94,93        | 5 166       | 95,17       |
| Votes blancs             | Votes blancs             | Votes blancs             | Votes blancs             | 167          | 3,35         | 187         | 3,85        |
| Votes nuls               | Votes nuls               | Votes nuls               | Votes nuls               | 86           | 1,72         | 75          | 1,38        |
| Total                    | Total                    | Total                    | Total                    | 4 990        | 100          | 5 428       | 100         |
| Abstention               | Abstention               | Abstention               | Abstention               | 14 288       | 74,12        | 13 956      | 72,00       |
| Inscrits / participation | Inscrits / participation | Inscrits / participation | Inscrits / participation | 19 278       | 25,88        | 19 384      | 28,00       |

### Canton de Saint-Étienne-2
| Candidats                | Candidats                  | Partis                   | Nuance                   | Premier tour | Premier tour | Second tour | Second tour |
| Candidats                | Candidats                  | Partis                   | Nuance                   | Voix         | %            | Voix        | %           |
| ------------------------ | -------------------------- | ------------------------ | ------------------------ | ------------ | ------------ | ----------- | ----------- |
|                          | Jean-François Barnier      | UDI                      | UD                       | 1 640        | 38,02        | 2 535       | 58,28       |
|                          | Pascale Lacour             | LR                       | UD                       | 1 640        | 38,02        | 2 535       | 58,28       |
|                          | Cyrille Bonnefoy           | PCF                      | UG                       | 1 401        | 32,48        | 1 815       | 41,72       |
|                          | Nicole Sanchez             | LFI                      | UG                       | 1 401        | 32,48        | 1 815       | 41,72       |
|                          | Magali Chouvellon          | RN                       | RN                       | 890          | 20,64        |             |             |
|                          | Sami Hamadouche            | RN                       | RN                       | 890          | 20,64        |             |             |
|                          | Aziz Makhloufi             | DVD                      | UD                       | 382          | 8,86         |             |             |
|                          | Alexandra Ribeiro-Custodio | LR                       | UD                       | 382          | 8,86         |             |             |
|                          |                            |                          |                          |              |              |             |             |
| Suffrages exprimés       | Suffrages exprimés         | Suffrages exprimés       | Suffrages exprimés       | 4 313        | 96,70        | 4 350       | 93,57       |
| Votes blancs             | Votes blancs               | Votes blancs             | Votes blancs             | 99           | 2,22         | 203         | 4,37        |
| Votes nuls               | Votes nuls                 | Votes nuls               | Votes nuls               | 48           | 1,08         | 96          | 2,06        |
| Total                    | Total                      | Total                    | Total                    | 4 460        | 100          | 4 649       | 100         |
| Abstention               | Abstention                 | Abstention               | Abstention               | 14 406       | 76,36        | 14 222      | 75,36       |
| Inscrits / participation | Inscrits / participation   | Inscrits / participation | Inscrits / participation | 18 866       | 23,64        | 18 871      | 24,64       |

### Canton de Saint-Étienne-3
| Candidats                | Candidats                | Partis                   | Nuance                   | Premier tour | Premier tour | Second tour | Second tour |
| Candidats                | Candidats                | Partis                   | Nuance                   | Voix         | %            | Voix        | %           |
| ------------------------ | ------------------------ | ------------------------ | ------------------------ | ------------ | ------------ | ----------- | ----------- |
|                          | Arlette Bernard          | PS                       | SOC                      | 3 946        | 55,37        | 4 373       | 55,45       |
|                          | Pierrick Courbon         | PS                       | SOC                      | 3 946        | 55,37        | 4 373       | 55,45       |
|                          | Éric Berlivet            | Agir                     | UCD                      | 3 181        | 44,63        | 3 513       | 44,55       |
|                          | Siham Labich             | MoDem                    | UCD                      | 3 181        | 44,63        | 3 513       | 44,55       |
|                          | Sana Belmouden           | DVG                      | DVG                      | 0            | 0,00         |             |             |
|                          | Léopold Dipoko           | DVG                      | DVG                      | 0            | 0,00         |             |             |
|                          |                          |                          |                          |              |              |             |             |
| Suffrages exprimés       | Suffrages exprimés       | Suffrages exprimés       | Suffrages exprimés       | 7 127        | 94,10        | 7 886       | 95,56       |
| Votes blancs             | Votes blancs             | Votes blancs             | Votes blancs             | 300          | 3,96         | 219         | 2,65        |
| Votes nuls               | Votes nuls               | Votes nuls               | Votes nuls               | 147          | 1,94         | 147         | 1,78        |
| Total                    | Total                    | Total                    | Total                    | 7 574        | 100          | 8 252       | 100         |
| Abstention               | Abstention               | Abstention               | Abstention               | 18 598       | 71,06        | 17 926      | 68,48       |
| Inscrits / participation | Inscrits / participation | Inscrits / participation | Inscrits / participation | 26 172       | 28,94        | 26 178      | 31,52       |

### Canton de Saint-Étienne-4
| Candidats                | Candidats                | Partis                   | Nuance                   | Premier tour | Premier tour | Second tour | Second tour |
| Candidats                | Candidats                | Partis                   | Nuance                   | Voix         | %            | Voix        | %           |
| ------------------------ | ------------------------ | ------------------------ | ------------------------ | ------------ | ------------ | ----------- | ----------- |
|                          | Jordan Da Silva          | DVD                      | DVD                      | 2 334        | 43,91        | 3 202       | 57,24       |
|                          | Marie-Jo Perez           | DVD                      | DVD                      | 2 334        | 43,91        | 3 202       | 57,24       |
|                          | Annie Andria             | EÉLV                     | UGE                      | 2 012        | 37,86        | 2 392       | 42,76       |
|                          | Michel Debout            | PS                       | UGE                      | 2 012        | 37,86        | 2 392       | 42,76       |
|                          | Jocelyne Bechard         | RN                       | RN                       | 969          | 18,23        |             |             |
|                          | Christian Blanchon       | RN                       | RN                       | 969          | 18,23        |             |             |
|                          |                          |                          |                          |              |              |             |             |
| Suffrages exprimés       | Suffrages exprimés       | Suffrages exprimés       | Suffrages exprimés       | 5 315        | 97,01        | 5 594       | 94,77       |
| Votes blancs             | Votes blancs             | Votes blancs             | Votes blancs             | 118          | 2,15         | 233         | 3,95        |
| Votes nuls               | Votes nuls               | Votes nuls               | Votes nuls               | 46           | 0,84         | 76          | 1,29        |
| Total                    | Total                    | Total                    | Total                    | 5 479        | 100          | 5 903       | 100         |
| Abstention               | Abstention               | Abstention               | Abstention               | 15 007       | 73,25        | 14 586      | 71,19       |
| Inscrits / participation | Inscrits / participation | Inscrits / participation | Inscrits / participation | 20 486       | 26,75        | 20 489      | 28,81       |

### Canton de Saint-Étienne-5
| Candidats                | Candidats                | Partis                   | Nuance                   | Premier tour | Premier tour | Second tour | Second tour |
| Candidats                | Candidats                | Partis                   | Nuance                   | Voix         | %            | Voix        | %           |
| ------------------------ | ------------------------ | ------------------------ | ------------------------ | ------------ | ------------ | ----------- | ----------- |
|                          | Régis Juanico            | G.s                      | UGE                      | 2 298        | 52,13        | 2 784       | 60,96       |
|                          | Marie-Michelle Vialleton | EÉLV                     | UGE                      | 2 298        | 52,13        | 2 784       | 60,96       |
|                          | Frédéric Durand          | DVC                      | DVC                      | 1 024        | 23,23        | 1 783       | 39,04       |
|                          | Narjesse Forestier       | DVC                      | DVC                      | 1 024        | 23,23        | 1 783       | 39,04       |
|                          | Jean-François Gouilloud  | RN                       | RN                       | 924          | 20,96        |             |             |
|                          | Juliette Planche         | RN                       | RN                       | 924          | 20,96        |             |             |
|                          | Fabrice Devesa           | DVG                      | DVG                      | 162          | 3,68         |             |             |
|                          | Emmanuelle Gicquel       | DVG                      | DVG                      | 162          | 3,68         |             |             |
|                          |                          |                          |                          |              |              |             |             |
| Suffrages exprimés       | Suffrages exprimés       | Suffrages exprimés       | Suffrages exprimés       | 4 408        | 96,90        | 4 567       | 94,20       |
| Votes blancs             | Votes blancs             | Votes blancs             | Votes blancs             | 102          | 2,24         | 192         | 3,96        |
| Votes nuls               | Votes nuls               | Votes nuls               | Votes nuls               | 39           | 0,86         | 89          | 1,84        |
| Total                    | Total                    | Total                    | Total                    | 4 549        | 100          | 4 848       | 100         |
| Abstention               | Abstention               | Abstention               | Abstention               | 15 019       | 76,75        | 14 728      | 75,23       |
| Inscrits / participation | Inscrits / participation | Inscrits / participation | Inscrits / participation | 19 568       | 23,25        | 19 576      | 24,77       |

### Canton de Saint-Étienne-6
| Candidats                | Candidats                | Partis                   | Nuance                   | Premier tour | Premier tour | Second tour | Second tour |
| Candidats                | Candidats                | Partis                   | Nuance                   | Voix         | %            | Voix        | %           |
| ------------------------ | ------------------------ | ------------------------ | ------------------------ | ------------ | ------------ | ----------- | ----------- |
|                          | Paul Corrieras           | DVD                      | DVC                      | 2 103        | 39,64        | 3 296       | 59,54       |
|                          | Nadia Semache            | DVG                      | DVC                      | 2 103        | 39,64        | 3 296       | 59,54       |
|                          | Florent Haspel           | G.s                      | UG                       | 1 772        | 33,40        | 2 240       | 40,46       |
|                          | Andrée Taurinya          | LFI                      | UG                       | 1 772        | 33,40        | 2 240       | 40,46       |
|                          | Hervé Breuil             | RN                       | RN                       | 1 124        | 21,19        |             |             |
|                          | Marie-France Grasso      | RN                       | RN                       | 1 124        | 21,19        |             |             |
|                          | Annie Clément            | DVD                      | DVD                      | 306          | 5,77         |             |             |
|                          | Djamal Mabchour          | DVD                      | DVD                      | 306          | 5,77         |             |             |
|                          |                          |                          |                          |              |              |             |             |
| Suffrages exprimés       | Suffrages exprimés       | Suffrages exprimés       | Suffrages exprimés       | 5 305        | 96,00        | 5 536       | 92,13       |
| Votes blancs             | Votes blancs             | Votes blancs             | Votes blancs             | 144          | 2,61         | 334         | 5,56        |
| Votes nuls               | Votes nuls               | Votes nuls               | Votes nuls               | 77           | 1,39         | 139         | 2,31        |
| Total                    | Total                    | Total                    | Total                    | 5 526        | 100          | 6 009       | 100         |
| Abstention               | Abstention               | Abstention               | Abstention               | 15 899       | 74,21        | 15 418      | 71,96       |
| Inscrits / participation | Inscrits / participation | Inscrits / participation | Inscrits / participation | 21 425       | 25,79        | 21 427      | 28,04       |

### Canton de Saint-Just-Saint-Rambert
| Candidats                | Candidats                | Partis                   | Nuance                   | Premier tour | Premier tour | Second tour | Second tour |
| Candidats                | Candidats                | Partis                   | Nuance                   | Voix         | %            | Voix        | %           |
| ------------------------ | ------------------------ | ------------------------ | ------------------------ | ------------ | ------------ | ----------- | ----------- |
|                          | Sylvie Bonnet            | LR                       | LR                       | 5 172        | 54,49        | 6 753       | 76,28       |
|                          | Éric Lardon              | LR                       | LR                       | 5 172        | 54,49        | 6 753       | 76,28       |
|                          | Anthony Gibert           | RN                       | RN                       | 2 168        | 22,84        | 2 100       | 23,72       |
|                          | Jeanine Pelade           | RN                       | RN                       | 2 168        | 22,84        | 2 100       | 23,72       |
|                          | Marc Auray               | DVG                      | UG                       | 2 151        | 22,66        |             |             |
|                          | Carole Olle              | LFI                      | UG                       | 2 151        | 22,66        |             |             |
|                          |                          |                          |                          |              |              |             |             |
| Suffrages exprimés       | Suffrages exprimés       | Suffrages exprimés       | Suffrages exprimés       | 9 491        | 96,78        | 8 853       | 91,15       |
| Votes blancs             | Votes blancs             | Votes blancs             | Votes blancs             | 210          | 2,14         | 653         | 6,72        |
| Votes nuls               | Votes nuls               | Votes nuls               | Votes nuls               | 106          | 1,08         | 207         | 2,13        |
| Total                    | Total                    | Total                    | Total                    | 9 807        | 100          | 9 713       | 100         |
| Abstention               | Abstention               | Abstention               | Abstention               | 22 427       | 69,58        | 22 526      | 69,87       |
| Inscrits / participation | Inscrits / participation | Inscrits / participation | Inscrits / participation | 32 234       | 30,42        | 32 239      | 30,13       |

### Canton de Sorbiers
| Candidats                | Candidats                | Partis                   | Nuance                   | Premier tour | Premier tour | Second tour | Second tour |
| Candidats                | Candidats                | Partis                   | Nuance                   | Voix         | %            | Voix        | %           |
| ------------------------ | ------------------------ | ------------------------ | ------------------------ | ------------ | ------------ | ----------- | ----------- |
|                          | Corinne Besson-Fayolle   | DVD                      | UD                       | 3 283        | 39,98        | 5 050       | 61,15       |
|                          | Yves Partrat             | LR                       | UD                       | 3 283        | 39,98        | 5 050       | 61,15       |
|                          | Ramona Gonzalez-Grail    | PS                       | UG                       | 2 149        | 26,17        | 3 208       | 38,85       |
|                          | Michel Grandilhon        | PS                       | UG                       | 2 149        | 26,17        | 3 208       | 38,85       |
|                          | Rebecca Roche            | RN                       | RN                       | 1 634        | 19,90        |             |             |
|                          | Frédéric Soto            | RN                       | RN                       | 1 634        | 19,90        |             |             |
|                          | Alain Barbasso           | EÉLV                     | ECO                      | 1 146        | 13,96        |             |             |
|                          | Catherine Bony           | EÉLV                     | ECO                      | 1 146        | 13,96        |             |             |
|                          |                          |                          |                          |              |              |             |             |
| Suffrages exprimés       | Suffrages exprimés       | Suffrages exprimés       | Suffrages exprimés       | 8 212        | 97,49        | 8 258       | 94,69       |
| Votes blancs             | Votes blancs             | Votes blancs             | Votes blancs             | 145          | 1,72         | 324         | 3,72        |
| Votes nuls               | Votes nuls               | Votes nuls               | Votes nuls               | 66           | 0,78         | 139         | 1,59        |
| Total                    | Total                    | Total                    | Total                    | 8 423        | 100          | 8 721       | 100         |
| Abstention               | Abstention               | Abstention               | Abstention               | 16 525       | 66,24        | 16 229      | 65,05       |
| Inscrits / participation | Inscrits / participation | Inscrits / participation | Inscrits / participation | 24 948       | 33,76        | 24 950      | 34,95       |